# Футбольная ассоциация Мальты
Футбо́льная ассоциа́ция Ма́льты — является руководящим органом в футболе Мальты, занимается организацией национального чемпионата и сборных страны. Ассоциация является одной из старейших футбольных организаций и была основана в 1900 году. Штаб-квартира организации находится в Та'Кали.
Ассоциация владеет Национальным стадионом, на котором проводятся матчи национального чемпионата и сборных страны.
В ассоциацию входят 52 футбольных клуба и 7 специализированных футбольных ассоциаций:
- Футбольная ассоциация Гоцо — организовывает турниры для клубов острова Гоцо
- Inter Amateur Soccer Competition — организовывает турниры для любительских клубов
- Employees Sports Association
- Malta Hotels and Restaurants Sports Association
- Industries Soccer Association
- District Football Association
- Ассоциация юношеского футбола Мальты